# 洛帕京 (卡扎京區)
49°34′3″N 28°45′41″E / 49.56750°N 28.76139°E
洛帕京（烏克蘭語：Лопатин），是烏克蘭的村落，位於該國西南部文尼察州，由赫米利尼克區負責管轄，始建於1860年，面積1.26平方公里，海拔高度295米，2001年人口341，人口密度每平方公里270.63人。